# Факел (мини-футбольный клуб, Львов)
«Факел» (Львов) — бывший украинский мини-футбольный клуб из Львова, призёр первого чемпионата УССР по мини-футболу.
В 1990 году проходит первый чемпионат УССР по мини-футболу, в котором принимает участие пять команд, включая львовский «Факел». Победителем за явным преимуществом становится днепропетровский «Механизатор». Второе место достаётся «Металлургу» из Светловодска, единственной команде, которая сумела навязать борьбу чемпиону, проиграв ему со счётом 3:5. Бронзовым призёром становится «Факел». Львовянин Руслан Гресько становится также лучшим бомбардиром турнира.